# Barraca VIII (Aiguamúrcia)
La Barraca VIII és una obra d'Aiguamúrcia (Alt Camp) inclosa a l'Inventari del Patrimoni Arquitectònic de Catalunya.

## Descripció
És una petita construcció de planta rectangular coberta de pedruscall i orientada al Sud. Està associada al marge per la seva part posterior i a una barraca per la seva esquerra. El seu portal és dovellat.
La planta interior és rectangular i amida: Fondària 1'56m, amplada 2'10m. Està coberta amb falsa cúpula fins a una alçada màxima de 2'15m. No presenta cap element funcional. La seva utilització podria haver estat la de dormidor, donat que a la barraca contigüa hi ha la menjadora: però també podia haver servit de magatzem per guardar sacs d'ametlles, gra, eines, etc.